# Graminella ampla
Graminella ampla är en insektsart som beskrevs av Beamer 1938. Graminella ampla ingår i släktet Graminella och familjen dvärgstritar. Inga underarter finns listade i Catalogue of Life.